# Hillia tetrandra
Hillia tetrandra är en måreväxtart som beskrevs av Olof Swartz. Hillia tetrandra ingår i släktet Hillia och familjen måreväxter. Inga underarter finns listade i Catalogue of Life.